# نافا دي روا
بلدية نافا دي روا (بالإسبانية: Nava de Roa)‏, هي إحدى بلديات مقاطعة برغش, التي تقع في منطقة قشتالة وليون, والتي تقع في شمال غرب إسبانيا.
يبلغ عدد سكانها 260 نسمة وفقاً لإحصائية سنة (2002).